# Hemilamprops abyssi
Hemilamprops abyssi är en kräftdjursart som beskrevs av Gamo 1989. Hemilamprops abyssi ingår i släktet Hemilamprops och familjen Lampropidae. Inga underarter finns listade i Catalogue of Life.